# Jiří Doležal (navigátor)
Jiří Doležal (8. ledna 1919 Úpice – 10. prosince 1993 Praha) byl navigátor 311. československé bombardovací perutě RAF během druhé světové války a politický vězeň komunistického režimu v Československu.

## Život

### Před druhou světovou válkou
Jiří Doležal se narodil 8. ledna 1919 v Úpici. Jeho rodina se přestěhovala do Kutné Hory, kde vystudoval reálné gymnázium. Po maturitě dne 1. října 1937 byl povolán k vojenské prezenční službě u lehkého dělostřelectva v Josefově, v rámci které absolvoval školu pro důstojníky v záloze. Ještě před jejím ukončením došlo v březnu 1939 k německé okupaci a následnému rozpuštění československé armády. Dosáhl hodnosti četaře aspiranta.

### Druhá světová válka

#### Francie
Dne 2. července 1939 překročil Jiří Doležal ilegálně hranici do Polska, odkud pokračoval po moři do Francie. Zde podepsal vstup do cizinecké legie načež strávil dva měsíce pěšího výcviku v severní Africe. Po vypuknutí druhé světové války mu byl umožněn přesun do Agde, kde byl 26. září 1939 zařazen ke zde vznikající československé zahraniční jednotce. Zpočátku působil u spojařů, následně u dělostřelectva. Po pádu Francie v červnu 1940 odjel lodí přes Gibraltar do Velké Británie.

#### Velká Británie
Dne 7. července dorazil Jiří Doležal do Liverpoolu, poté je v Cholmodeley zařazen k československé jednotce a zařazen do velitelské zálohy. Od září 1941 do června 1942 absolvoval potřebný výcvik a 15. června byl přijat do Royal Air Force. Dne 29. listopadu 1942 byl zařazen k 311. československé bombardovací peruti v Talbenny jako navigátor. Mezi 8. lednem a 23. říjnem 1943 absolvoval operační turnus, během kterého se účastnil hlídkových protiponorkových letů. Po dalším výcviku byl 22. listopadu téhož roku zařazen k transportnímu letectvu. Sloužil u 246. a 511. peruti RAF na dálkových letech (Mlata, Azory, střední i dálný východ, Tichomoří) a to až do srpna 1945. Dosáhl hodnosti kapitána.

### Po druhé světové válce
Po skončení druhé světové války zahájil Jiří Doležal studium na Aeronautical College Engineering, která zdárně ukončil v roce 1947, a začal pracovat ve Výzkumném a zkušebním leteckém ústavu v Letňanech. V září 1949 byl zatčen Státní bezpečností a vojenským soudem odsouzen k pobytu v pracovním táboře v Kladně-Dříni. Propuštěn byl v roce 1950, poté pracoval v leteckém průmyslu, v závěru své profesní kariéry pak jako samostatný referent a konstruktér v Aeru Vodochody. Zde pracoval mj. na modifikacích letounu Iljušin Il-14. Dne 28. října 1990 byl povýšen do hodnosti podplukovníka, dne 3. ledna 1992 do hodnosti plukovníka. Zemřel 10. prosince 1993 v Praze. Urna s jeho popelem je uložena na hřbitově v Jindřichově Hradci, Vídeňské ulici.

## Jiří Doležal v kultuře
Zajímavostí je, že Jiří Doležal jako šéfkonstruktér vedl přestavbu sovětského letounu Lisunov Li-2 na britský Vickers Wellington pro potřeby filmu Nebeští jezdci z roku 1968. Stroj nebyl schopný letu, pouze samostatného pojíždění.

## Vyznamenání
- Československý válečný kříž 1939
- 1945 Československá medaile Za chrabrost před nepřítelem
- Československá medaile za zásluhy I. st.
- Pamětní medaile československé armády v zahraničí
- Hvězda 1939–1945
- Evropská hvězda leteckých posádek
- Hvězda Atlantiku
- Africká hvězda
- Barmská hvězda
- Britská medaile Za obranu
- Válečná medaile 1939–1945